# Рагуил (архангел)
Рагуил (латинизированный вариант Рагуэль, ивр. רְעוּאֵל‎ — Рауэл, дословно друг Божий) — в иудаистической послебиблейской мифологии один из семи архангелов.
В канонических книгах Библии архангел Рагуил не упоминается. Согласно эфиопской версии апокрифической Книги Еноха, он — «один из святых ангелов, следующих за всеми светилами» (20:4, 23;4). Во второй книге Еноха и позднее имя Рагуил часто смешивается с именем огненного ангела Разиила, небесного путеводителя Еноха. Без каких-либо серьёзных аргументов некоторые ангелологи полагают, что именно о Рагуиле идёт речь в Откровении Иоанна Богослова 3:7-13, 9:14 и Книге Даниила 7:10.
В агадической традиции образ Рагуил (Разиила) получает значительное развитие. Позднейшая легенда о вознесении на небо Моисея описывает Рагуила как ангела, простирающего свои крылья над ангельским чином хайот («жизни»), дабы прочие ангелы, служащие Богу, не были истреблены их огненным дыханием.
В исламе известен как Рагу-Яль.
В средневековой мифологии Рагуил представлялся как родоначальник практической каббалы и ангел магии, давший людям знание астрологии, гаданий и амулетов. Средневековая «Книга Разиила» является собранием всевозможных «тайн» о сотворении мира, устройстве небес, именах ангелов, амулетах и заклинаниях, переданных Разиилом Адаму после изгнания того из рая (по другой версии - Ною перед входом его в ковчег). Книга эта дошла якобы до царя Соломона. По существующему поверью, дом, в котором она хранится, не подвержен пожару.
На западе культ Рагуила был официально осуждён святым папой Римским Захарией в 745 году. В Православной Церкви почитания его нет.